# Euxoa persiae
Euxoa persiae là một loài bướm đêm trong họ Noctuidae.